# Son Negre (Manacor)
Son Negre és un llogaret de poblament dispers del terme de Manacor, a Mallorca, que es troba a carretera de Manacor a Son Carrió. Pren el nom de la possessió homònima, que s'establí i donà lloc al naixement de la localitat. La contrada agrupa 21 cases disperses, tres de les quals es troben a prop de l'església.
Malgrat que no compta amb un nucli urbà, la relativa densitat de poblament rural portà a la construcció d'una església (dedicada a sant Antoni Abat) el 1878, que posteriorment fou ampliada segons projecte d'Antoni Maria Alcover; i, el 1926, a iniciativa de l'inspector Joan Capó, d'una escola rural, inaugurada el 1928. L'església fou erigida en vicaria el 1940, mentre que l'escola clausurà a la dècada de 1970 i actualment constitueix una dependència municipal.